# Wilhelm Bittrich
Wilhelm Bittrich, född 26 februari 1894 i Wernigerode, död 19 april 1979 i Wolfratshausen, Bayern, var en tysk SS-Obergruppenführer och general i Waffen-SS. Han tilldelades år 1945 Riddarkorset av Järnkorset med eklöv och svärd.

## Biografi
Under första världskriget tjänstgjorde Bittrich som löjtnant vid det tyska flyget och sårades två gånger. Därefter arbetade han några år på ett mäklarkontor, men han anslöt sig återigen till de väpnade styrkorna som medlem av ett hemligt tyskt flygförband och ägnade åtta år åt att lära ryssar att flyga. När Adolf Hitler kom till makten år 1933 anslöt sig Bittrich till det nyuppsatta Luftwaffe, men i mitten av 1930-talet övergick han till Waffen-SS, där befordringsgången var snabbare.
Bittrich var chef för II SS-pansarkåren. Hösten 1944 hade den varit i strid oavbrutet sedan landstigningen i Normandie när den fick order om att gå norrut för att låta trupperna vila och nyutrusta 9:e och 10:e SS-pansardivisionerna. De slog sig till ro i ett lugnt område nära staden Arnhem. Den 17 september 1944 iscensatte de allierade operation Market Garden i just detta område, då man trodde det var tömt på tyska trupper. Detta misstag kostade de allierade över 17 000 döda och saknade. Bittrichs pansarkår spelade en mycket stor roll under slaget om Arnhem.
Bittrich, som en gång var hängiven nazist, började efter invasionen i Normandie att vackla i sin tro på Hitlers ledarskap. Hans kritik av Hitler nådde snart Berlin och Heinrich Himmler kallade Bittrich till samtal. Fältmarskalk Walter Model var dock fast besluten att hålla kvar Bittrich i väst och vägrade bestämt att efterkomma Himmlers upprepade uppmaningar att skicka hem Bittrich.
Efter kriget tillbringade Bittrich åtta år i fängelse misstänkt för krigsförbrytelser. Enligt Cornelius Ryans "En bro för mycket" befanns han oskyldig den 22 juni 1953 och blev frigiven. En notis i New York Times den 24 juni 1953 konstaterade dock att Bittrich dömdes till fem års fängelse för att ha tolererat hängningar, plundring och mordbrand.